# Denny Shute
Herman Densmore (Denny) Shute (Cleveland, 25 oktober 1904 – Akron, 13 mei 1974) was een Amerikaans golfer die golfte op de PGA Tour, waar hij zestien golftoernooien won, waarvan drie majors.

## Loopbaan
Als jongvolwassene studeerde Shute op de Western Reserve University (nu gekend als de Case Western Reserve University) en was lid van de "Phi Gamma Delta". Op 20 maart 1930 trouwde hij met Hettie Marie Potts, met wie zij een kind had.
In 1928 werd hij een golfprofessional en maakte zijn debuut op de PGA Tour. In 1929 behaalde hij daar zijn eerste profzege door het Ohio Open te winnen. In 1933 behaalde hij zijn eerste major door het British Open te winnen. In 1939 behaalde hij zijn zestiende en laatste PGA-zege door het Glens Falls Open te winnen.
Shute was ook meermaals lid van het Amerikaanse golfteam op de Ryder Cup in 1931, 1937 en 1939. Op 13 mei 1974 overleed hij op 69-jarige leeftijd in Akron, Ohio. In 2008 werd hij postuum opgenomen in de World Golf Hall of Fame.

## Prestaties
PGA Tour
| Jaar | # | Toernooi(en)                                                                           |
| ---- | - | -------------------------------------------------------------------------------------- |
| 1929 | 1 | Ohio Open                                                                              |
| 1930 | 3 | Los Angeles Open, Texas Open, Ohio Open                                                |
| 1931 | 1 | Ohio Open                                                                              |
| 1932 | 2 | Glens Falls Open, Miami Biltmore Open                                                  |
| 1933 | 2 | Gasparilla Open, British Open                                                          |
| 1934 | 3 | Gasparilla Open-Tampa, Riverdale Open, Miami International Four-Ball (met Al Espinosa) |
| 1936 | 2 | Tropical Open, PGA Championship                                                        |
| 1937 | 1 | PGA Championship                                                                       |
| 1939 | 1 | Glens Falls Open                                                                       |

Overige zeges
- 1950: Ohio Open

## Teamcompetities
Professional
- Ryder Cup ( USA): 1931 (winnaars), 1933, 1937 (winnaars)